# Chase the Express
Chase The Express (en japonés: チェイス・ザ・エクスプレス, Cheisu Za Ekusupuresu) es un videojuego de acción y de disparos en tercera persona desarrollado por la compañía nipona SIE Japan Studio y lanzado para PlayStation el 27 de enero de 2000.

## Historia
A las afueras de San Petersburgo, un grupo terrorista conocido como los Caballeros del Apocalipsis, dirigido por un exagente de la KGB llamado Boris Zugoski, logra abordar un tren blindado de la OTAN en la que viaja el embajador francés, Pierre Simon, junto a su mujer, su hija y su secretario. Zugoski exige 20 000 millones de dólares y un salvoconducto a cambio de las vidas de la familia Simon. La presencia de una bomba nuclear a bordo del tren también presenta un riesgo importante. Un equipo de rescate de la OTAN es enviado al tren para evacuar a los rehenes y eliminar la amenaza terrorista. No obstante, durante la operación los terroristas acaban con casi todo el equipo, salvo el teniente Jack Morton.
Poco después de entrar en el tren, Jack encuentra al embajador y a su secretario, Philip Mason, en la sala vip del automóvil 10. Luego se le asigna a Jack la tarea de rescatar a la esposa y a la hija del embajador francés. En el camino, se encuentra con Christina Wayborn, una de las policías especiales del embajador. Después de encontrar a sus objetivos y limpiar de terroristas el auto 14, Jack llama a un equipo de rescate que salva a la esposa y a la hija del Simon. Sin embargo, el embajador ha desaparecido. Jack regresa a la sala vip para descubrir que los terroristas se lo llevaron y Mason fue noqueado en la lucha.
Poco después, las Naciones Unidas informan a Jack que los terroristas pretenden lanzar misiles contra los países vecinos en represalia por rescatar a la familia del embajador. Jack explota uno de los misiles después de reunirse con el sargento Billy MacGuire, un soldado gravemente herido. Luego, se dirige a la sala de control y detiene el procedimiento de lanzamiento. 
No obstante, la amenaza continúa presente en el tren, pues Zugoski continúa buscando hacer efectiva su amenaza, teniendo Morton y Wayborn que aunar fuerzas para llegar a parar el tren y parar las tentativas terroristas.

## Personajes
- Jack Morton: teniente de la Fuerza Aérea de los Estados Unidos que trabaja para la OTAN, se encuentra sirviendo en la base militar de Feldstadt (Alemania). Asignado al grupo de apoyo del embajador francés, está a bordo del helicóptero de escolta del tren. Tiene excelentes habilidades para tomar decisiones y sabe cómo tomar las decisiones correctas incluso bajo presión.

- Christina Wayborn: agente especial asignado a la protección del embajador. Christina es una experta en disparos. Fue miembro del equipo de tiro olímpico francés. Se alistó para poner sus talentos al servicio del Gobierno. Su increíble habilidad para saber cómo mantenerse frío incluso en los momentos más delicados no pasa desapercibida.

- Boris Zugoski: líder de los Caballeros del Apocalipsis, Boris tiene una personalidad narcisista y un fuerte deseo de gloria personal. Sin embargo, es un hombre de grandes habilidades que a menudo conduce a la genialidad.

- Pierre Simon: embajador francés y principal pasajero del tren.

- Philip Mason: secretario del embajador francés.

- Billy MacGuire: oficial del ejército francés y principal operador del radar del tren.

## Jugabilidad
El juego es un shooter en tercera persona, con otros elementos que incluyen la resolución de acertijos, la búsqueda de claves, el sigilo y, en varios puntos, conducir el tren. Está dividido en niveles que tienen lugar en cada vagón del tren, uno de ellos puede requerir que el jugador encuentre la llave A que abre la puerta B, mientras que otro puede conducir a una batalla entre jefes antes de desarmar una bomba. La historia no es completamente lineal, pues los eventos pueden cambiar durante el curso del juego. El jugador puede usar combate cuerpo a cuerpo o combate a distancia usando una variedad de armas. Las armas se pueden personalizar utilizando piezas obtenidas durante el juego.
El apartado de guardado se encuentra en los distintos baños del tren, aunque también hay un cuadro de elementos para guardar los artículos dentro.